# Bibliotheek Hengelo
Bibliotheek Hengelo  is een openbare bibliotheek in Hengelo.

## Invloed van Stork
De basis voor deze bibliotheek werd gelegd in 1887. Later verrees een leesbibliotheek met lees- en studiezaal in  het Verenigingsgebouw van machinefabriek Stork. De collectie bevond zich eerder in het verenigingsgebouw van de tekenschool. De collectie bevatte naast technische vakliteratuur ook werken ter vermaak van de arbeiders. Op 13 september 1919 schonk de familie Stork de collectie van de fabrieksbibliotheek met daarbij 50.000 gulden aan de Stichting Openbare Leeszaal en Bibliotheek.

## Eerste open boekerij van Nederland
Daardoor ontstond een gemeentelijke voorziening, een openbare bibliotheek. Zij werd voorlopig gevestigd in een van de gebouwen van de Storkfabrieken. De familie Stork en de gemeente steggelden enige tijd over een definitieve plaats, de familie wenste een bibliotheek in Tuindorp, de gemeente in het centrum van Hengelo. Doordat de gemeente grond beschikbaar stelde aan de Vondelstraat 2 (tussen beide voorgestelde plaatsen) kon de bibliotheek daar bouwen. In 1929 vond de aanbesteding plaats en op 31 mei 1930 werd de bibliotheek, ontworpen door architect Anton Karel Beudt, aldaar geopend in aanwezigheid van de familie en afgevaardigden van de gemeente. Model voor de inrichting en gebruik stond een aantal bibliotheken in Glasgow, zoals die in Elder, Whiteinch Shettleston en de Partick Library. De bibliotheek werd ruim opgezet, zodat de mensen elkaar niet in de weg zouden lopen. Met deze opzet kreeg Hengelo als eerste in Nederland een zogenoemde open 'boekerij'.

## Bibliobus en verdere vernieuwingen
In 1961 werd een bibliobus in Hengelo geïntroduceerd. In 1977 werden de Openbare Bibliotheek en Katholieke Bibliotheek samengevoegd. In 1986 verhuisde men naar een nieuw Bibliotheekgebouw; namelijk in het Stadskantoor aan de Burgemeester Janssenstraat. Daardoor werd het pand  aan de Vondelstraat verlaten.

Sinds 2006 is de bibliotheek gevestigd aan de Beursstraat 34 in het stadscentrum, met een filiaal in de wijk Hasseler Es. 

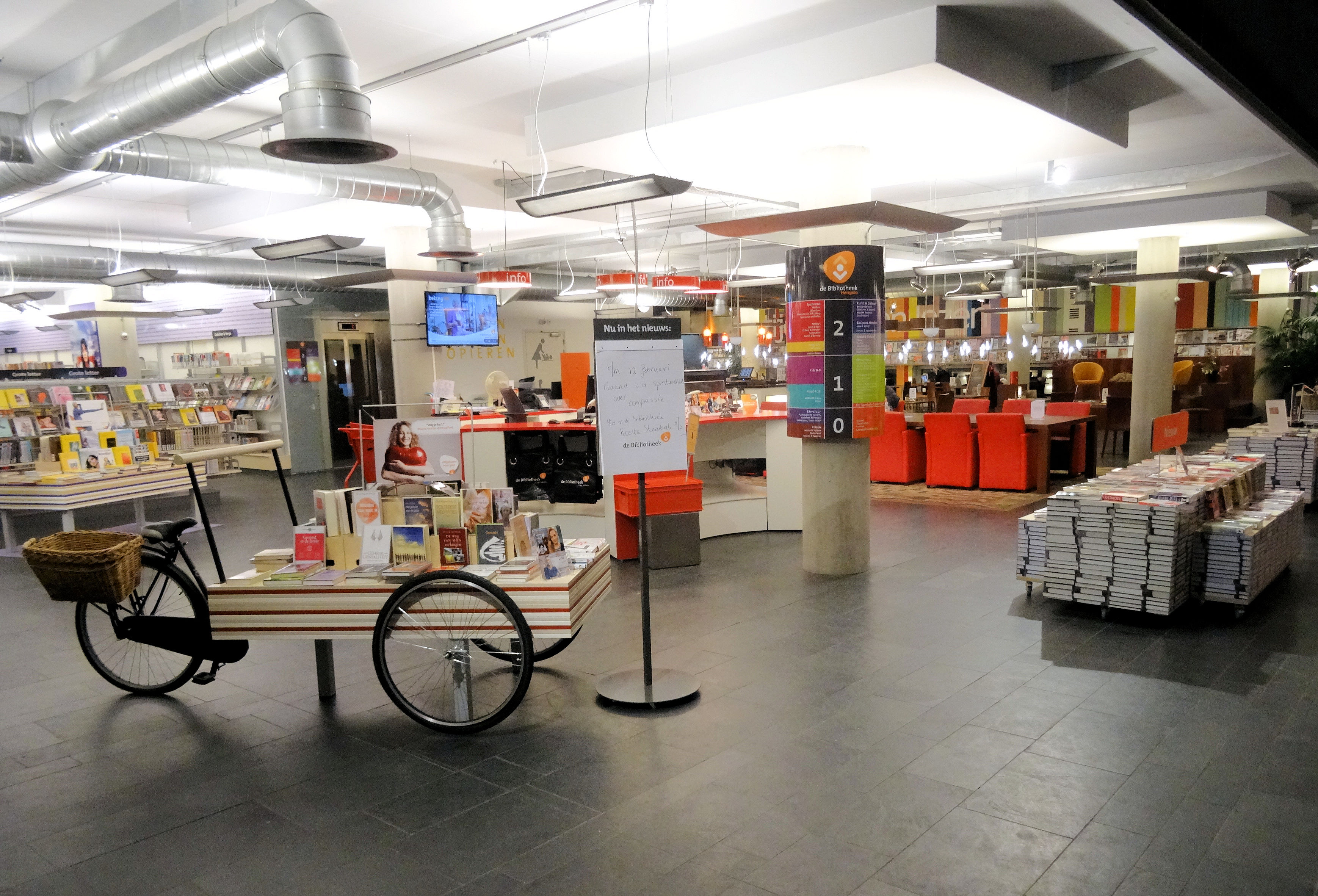
Interieur 2017

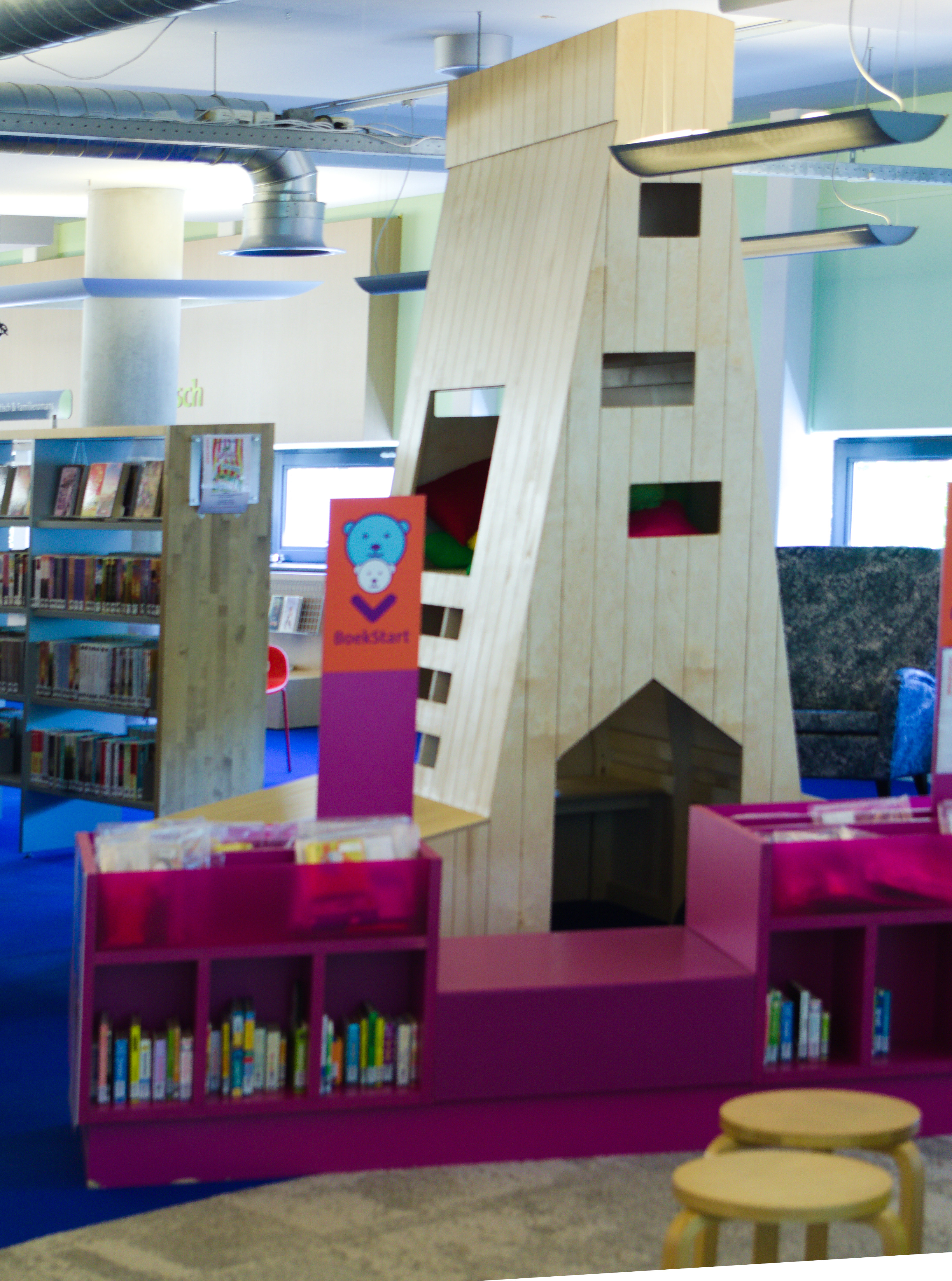
Zouthuisje waar kinderen in kunnen kruipen met een boek

In 2020 kreeg de bibliotheek in het stadscentrum van binnen voor het eerst sinds 15 jaar een metamorfose. Zo is er bijvoorbeeld een gestileerd zouthuisje toegevoegd waar kinderen in kunnen spelen. Het interieur is verder verrijkt met werkplekken, zowel voor de individu als voor groepen.